# 샤를 에레스만
샤를 에레스만(프랑스어: Charles Ehresmann, 1905년 4월 19일 ~ 1979년 9월 22일)은 프랑스의 수학자이다. 니콜라 부르바키의 초기 회원이었으며, 미분기하학에 공헌하였다.

## 생애
1905년 4월 19일에, 당시 독일령이던 알자스 스트라스부르에서 태어났다. 에레스만 가족의 모어는 알자스어였다. 에레스만의 아버지는 정원사였다.
스트라스부르에서 학교를 다녔다. 1919년에 제1차 세계 대전의 베르사유 조약으로 인해 스트라스부르는 프랑스령이 되었다. 1924년에 파리로 상경하여 에콜 노르말 쉬페리외르에서 공부하였다. 1927년에 졸업 후 군에 입대하여, 1년 동안 당시 프랑스 보호령이던 모로코 라바트의 프랑스인 학교에서 가르쳤다. 1930년~1931년 동안에는 괴팅겐 대학교에서 공무하였고, 1932년~1934년 동안에는 프린스턴 대학교에서 공부하였다. 1934년에 에콜 노르말 쉬페리외르에서 엘리 카르탕 아래 박사 학위 논문을 제출하였고, 이후 에콜 노르말 쉬페리외르에서 연구원으로 있었다.
1939년에 스트라스부르 대학교에서 강의하였으나, 1940년에 나치 독일의 침공으로 인하여 스트라스부르 대학교의 모든 인원은 클레르몽페랑으로 피난하였다. 1945년에 나치 독일의 후퇴로 다시 스트라스부르로 귀향하였다.
1950년대에 에레스만 접속의 개념과 제트의 개념을 도입하였다.
1955년에 파리 대학교에서 위상수학 교수가 되었다. 1969년에 파리 대학교가 분할되면서 파리 제7대학교에 속하게 되었다. 1975년에 은퇴하였다.
은퇴 후 아미앵으로 거주지를 옮겼고 1979년에 사망했다.